# Builder (Chemie)
Builder oder auch Gerüststoffe sind neben den Tensiden Inhaltsstoffe von Waschmitteln, die die Waschleistung unterstützen. Ursprünglich wurde bevorzugt Pentanatriumtriphosphat zur Senkung der Wasserhärte verwendet, also zur Eliminierung von Ca- und Mg-Ionen, die zur Bildung von Kalkseifen führen. Da Phosphate zur Eutrophierung der Gewässer beitragen, werden heute mineralische Verbindungen wie Zeolith A (Sasil) als Ionentauscher verwendet. Der Zeolith ersetzt nicht alle Funktionen von Pentanatriumtriphosphat und wird z. B. durch Polycarboxylate, Nitrilotriessigsäure (NTA), Phosphonate, Soda oder/und Citronensäure ergänzt.
Durch Gerüststoffe wird die Bildung von Calcit-Kristallen, die das Gewebe schädigen können, gehemmt. Sie dienen zudem als Carrier (Transporthilfe) für Ca- und Mg-Ionen zum Zeolith A. Polycarboxylate haben je nach Polymerisationsgrad auch eine dispergierende und waschaktive Wirkung.

## Übliche Gehalte in Waschmitteln
- 20–25 % Zeolithe
- 05–15 % Soda (für den pH-Wert bei alkalischen Waschmitteln)
- 02–5 % Polycarboxylate[2]